# Mokelumne Hill
Mokelumne Hill est une census-designated place située dans le comté de Calaveras, en Californie, aux États-Unis.

## Histoire

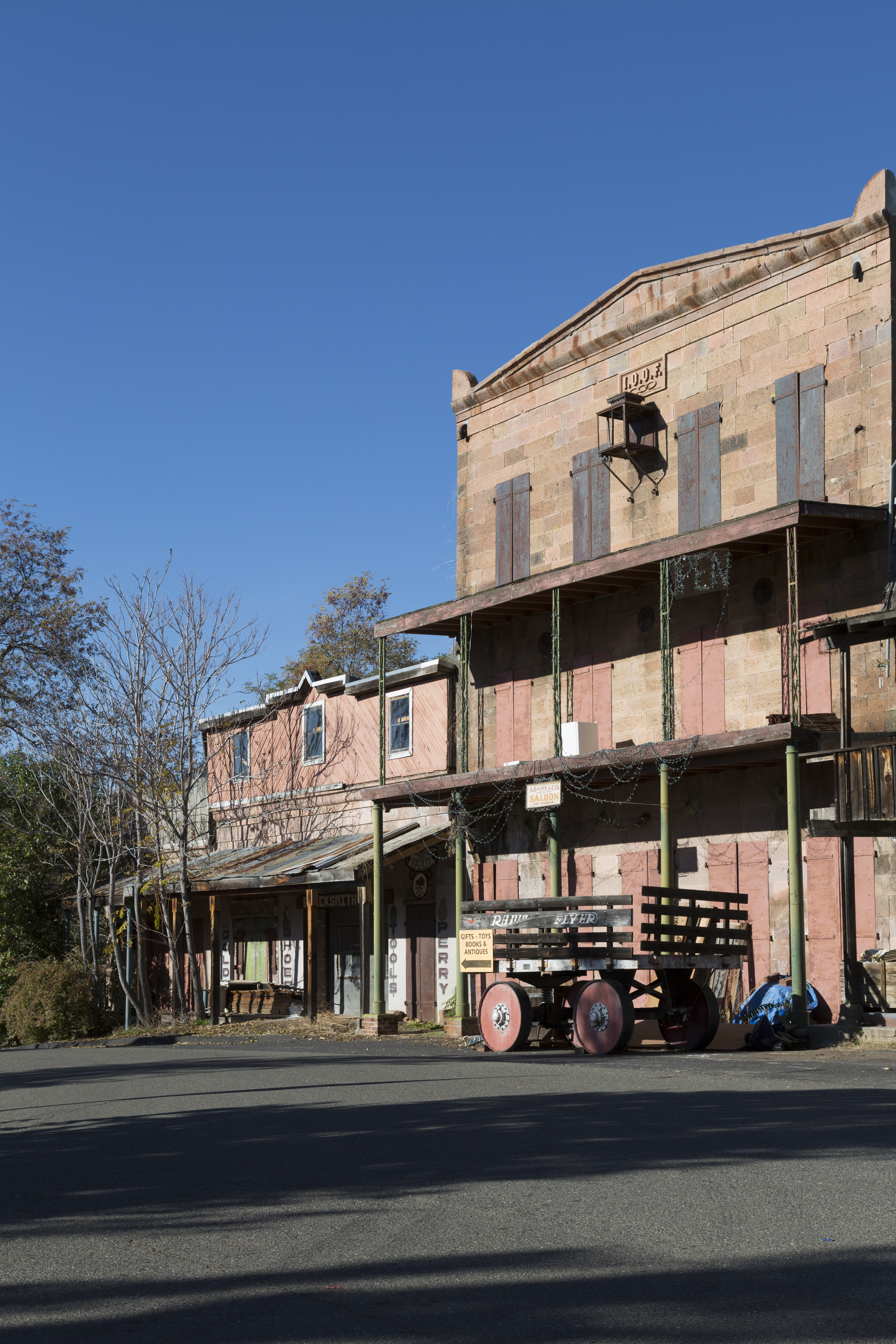
IOOF Hall (1857), Molekumne Hill.

Mokelumne Hill doit son nom à la proximité de la Molekumne River.
Les premiers habitants sont les Indiens Miwok vivant le long de la rivière, dans une vallée appelée la Vallée Heureuse.
La localité est située dans une région jadis très riche en or. Les premiers chercheurs sont des hommes de l’Oregon. Au milieu du XIXe siècle, la ville devient l’un des camps les plus importants de la région, également désigné sous le nom de « Les Fourcades », du nom de deux frères, Albert et John Fourcade, prospecteurs français d'origine bordelaise, actifs sur place en 1848 et résidents de Monterey depuis 1840-1841. En décembre 1851, on dénombre à Mokelumne Hill une importante communauté française, comptant entre 600 et 800 personnes. La ville abrite également des communautés allemande, anglaise et chinoise. Elle connaît alors une certaine insécurité, avec, par exemple, un meurtre par semaine pendant dix-sept semaines consécutives en 1851.
En avril 1851, un affrontement armé oppose les chercheurs d’or français aux mineurs américains. Ces derniers ont en effet décidé d’expulser les étrangers de Mokelumne Hill. De part et d’autre, on prend les armes : 250 Français font face à 500-600 Américains. Patrice Dillon, le consul français établi à San Francisco, accompagné par des officiels américains, se rend sur place en urgence le 3 mai et réussit à désamorcer le conflit, révélateur d’une tension certaine entre les différentes communautés.
Le premier bureau de poste est établi en 1851. La ville devient le siège du comté en 1852.
L’IOOF Hall, construit en 1857, est le premier bâtiment à deux étages en dehors de San Francisco.
À la fin des années 50, la ville compte 12 000 habitants et ce nombre commence, dès lors, à diminuer.
Mokelumne Hill devient un California Historic Landmark, site historique californien, en 1937.

## Géographie
Mokelumne Hill se situe à environ 90 km au sud-est de Sacramento, Californie. Elle s’étend sur 8 km² et s’élève à 449 m. Elle connaît un climat de type méditerranéen chaud.
En 2010, la localité compte 646 habitants, en diminution de 15 % par rapport à l’an 2000.

## Démographie
| 2000 | 2010 | - | - | - | - |
| ---- | ---- | - | - | - | - |
| 774  | 646  | - | - | - | - |